# オリバー・ノイビル
オリバー・ノイビル（Oliver Neuville, 1973年5月1日 - ）は、スイス出身・ドイツ国籍の元サッカー選手、サッカー指導者。ポジションはフォワード。姓は現地では「ヌヴィル」と発音される。

## 経歴
フランス系ベルギー人の父と、イタリア人の母を持ち、スイスで生まれ育った。スイスのロカルノで育ったため母語はイタリア語で、ドイツ語はドイツのクラブチームに移籍してから習得したという変わった経歴の持ち主。他にフランス語も習得している。
1992年に生まれ育ったスイスのセルヴェットFCへ加入、1993-94シーズンにはリーグ優勝を経験する。1996年にスペインのCDテネリフェへと移籍。1年間経験を積んだ後、1997年にドイツのハンザ・ロストックへ移籍。バイヤー・レバークーゼン戦でブンデスリーガデビューを果たした。
1999年には移籍金450万ユーロでレバークーゼンへ移籍。2000-01シーズン、2001-02シーズンと連続で2桁得点を記録し、ドイツ中にその名を知らしめる。2004年からはボルシアMGでプレー、名門ながらも低迷の日々を送るチームで活躍を見せている。
ドイツ代表には1998年のマルタ戦でデビュー。確実に実績を積み上げるもEURO2000のメンバーには残れず、落胆の日々を送る。その後は代表常連となり、2002年の日韓W杯予選で得点を記録する。本大会では大きな活躍はできなかったものの、パラグアイ戦では後半終了間際に決勝点を挙げた。2006年のドイツW杯でも、0-0で終了かと思われたポーランド戦の後半ロスタイムに、クロスボールに身を投げ出しゴールへ押し込むという奇跡の得点を挙げ、再び活躍の姿を見せた。代表では60試合以上出場し、ゴール数は10。FWとしてゴール数は多くないが、W杯における値千金の得点が目立つことから、記録より記憶に残る選手と言える。
2010年5月11日に一度は現役引退し、ボルシアMGのフロント入りを表明したものの、ボルシアMGやドイツ代表で共にプレーしたクリスティアン・ツィーゲに誘われ、ツィーゲが新監督に就任したアルミニア・ビーレフェルトへ移籍した。しかし2010年12月に「同クラブを退団し、新しいクラブも探さない」と表明し、事実上の引退宣言を行った。
現役引退後は古巣ボルシア・メンヒェングラットバッハにて下部組織の指導者として活動していたが、2019年、トップチームの監督に就任したマルコ・ローゼからフランス語に精通しているという点を買われてトップチームのアシスタントコーチに就任した。

## 代表歴

### 出場大会
- ドイツ代表
  - 代表デビュー：1998年9月2日 vs マルタ
  - FIFAコンフェデレーションズカップ1999
  - 2002 FIFAワールドカップ
  - 2006 FIFAワールドカップ
  - UEFA欧州選手権2008

### 試合数
- 国際Aマッチ 69試合 10得点（1998年-2008年）[1]

| ドイツ代表 | 国際Aマッチ | 国際Aマッチ |
| 年         | 出場        | 得点        |
| ---------- | ----------- | ----------- |
| 1998       | 3           | 0           |
| 1999       | 12          | 1           |
| 2000       | 4           | 0           |
| 2001       | 10          | 1           |
| 2002       | 10          | 2           |
| 2003       | 7           | 0           |
| 2004       | 2           | 0           |
| 2005       | 3           | 1           |
| 2006       | 14          | 4           |
| 2007       | 1           | 0           |
| 2008       | 3           | 1           |
| 通算       | 69          | 10          |